# Emily Seubert
Emily Seubert (* 19. August 1999 in Aschaffenburg) ist eine deutsche Synchronsprecherin und Theaterschauspielerin.

## Karriere
Seubert ist durch zahlreiche Synchronisationen bekannt. Sie lieh unter anderem Frankie Hathaway aus der Fernsehserie Voll Vergeistert, Tomika aus der Jugend-Sitcom School of Rock und Toffel aus der Animationsserie Chips und Toffel ihre Stimme.

## Synchronisation (Auswahl)

### Filme
- 2009: So gut wie tot – Dead Like Me: Der Film für Maéva Nadon (als George (jung))
- 2012: Immer Ärger mit 40 für Iris Apatow (als Charlotte)
- 2013: Horns für Sabrina Carpenter (als Merrin (jung))
- 2016: Ouija: Ursprung des Bösen für Annalise Basso (als Lina Zander)
- 2017: Die Verführten für Emma Howard (als Emily)
- 2018: Leave No Trace für Alyssa McKay (als Valerie)
- 2018: To All the Boys I’ve Loved Before für Anna Cathcart (als Kitty)
- 2020: To All the Boys: P.S. I Still Love You für Anna Cathcart (als Kitty)
- 2021: To All the Boys: Always and Forever für Anna Cathcart (als Kitty)

### Serien
- 2013–2015: Voll Vergeistert für Breanna Yde (als Frankie Hathaway)
- 2015–2016: Total Dreamer – Träume werden wahr für Giovanna Rispoli (als Jojô)
- 2016–2018: School of Rock (als Tomika)
- seit 2018: Chips und Toffel für Andrea Libman (als Toffel)
- 2019: Assassins Pride für Azumi Waki (als Salacha Schicksal)
- 2019: TONIKAWA: Over the Moon for You für Konomi Kohara (als Chitose Kaginoji)
- seit 2021: AlRawabi School for Girls für Yara Mustafa (als Dina)
- 2022: Liebe und andere Köstlichkeiten für Guanjin Bu (als Jiang Yunnuo)
- 2022: Paper Girls für Camryn Jones (als Tiffany Quilkin)